# Caulleriella tricapillata
Caulleriella tricapillata är en ringmaskart som beskrevs av Anne D. Hutchings och Rainer 1979. Caulleriella tricapillata ingår i släktet Caulleriella och familjen Cirratulidae. Inga underarter finns listade i Catalogue of Life.